# Mont Shefford
Le mont Shefford est une des neuf collines Montérégiennes situées près de la ville de Montréal dans le sud-ouest du Québec.

## Géographie
Le mont Shefford culmine à 526 mètres d'altitude.

### Géologie
Le mont Shefford s'est formé il y a environ 125 millions d’années lors d’une intrusion souterraine de magma. Ce magma n’a pas atteint la surface terrestre et a figé en profondeur. La colline est apparue lors de l’érosion par les glaciers des roches sédimentaires avoisinantes, plus fragiles que la roche métamorphique formée par le contact du magma et de la roche sédimentaire.

Vue du mont Shefford depuis le centre d'interprétation de la nature du lac Boivin.

## Histoire
Cette montagne abritait la station de Ski Shefford.